# Makoto Imaoka
Makoto Imaoka est un joueur de baseball japonais né le 11 septembre 1974 à Takarazuka.

## Biographie
Makoto Imaoka participe aux Jeux olympiques d'été de 1996 à Atlanta et remporte la médaille d'argent.